# Dalip Kryeziu
Dalip Kryeziu (* 18. Juni 1964 in Bubavec) ist ein zeitgenössischer österreichischer Künstler mit kosovarisch-albanischer Abstammung.

## Leben
Dalip Kryeziu verwendet seinen Vornamen als Künstlernamen. Seine Kindheit verbrachte er in einer dörflichen Großfamilie. Nach der achtjährigen Grundschule übersiedelte er mit der gesamten Familie in die Stadt Klina, um dort das Gymnasium zu besuchen. Ab seinem 11. Lebensjahr begann er zu zeichnen. Durch den Einfluss eines Onkels, einem akademischen Maler, verstärkte sich bei Dalip die Hinwendung zur Kunst. Ein Sommeraufenthalt in Poreč, bei welchem er mit den Portraitzeichnern im Hafen in Kontakt kam, war für ihn ausschlaggebend, sich ganz der Kunst zu widmen. Nach seiner Ausbildung zwischen 1986 und 1988 an der Pädagogischen Akademie in Gjakova sowie der englischen Universität in Prishtina bereiste er zahlreiche europäische Länder und verdiente sich dabei seinen Lebensunterhalt durch das Anfertigen von Porträts. 1988 kam er nach Österreich, dessen Staatsbürgerschaft er einige Jahre später erhielt. Es erfolgte 1989 die Aufnahme in die Vereinigung bildender Künstler in Österreich durch die Wiener Kommission. Im selben Jahr auch die Aufnahme in die Berufsvereinigung für Künstler in Kärnten. 2 Jahre später war er mit mehreren ersten Ausstellungen in Österreich vertreten. Es folgten zahlreiche internationale Ausstellungen sowie Auftritte auf internationalen Kunstmessen wie der Graphikmesse in Leipzig 1994, der „Arte fiera Cornice“ in Venedig 2007, sowie der Prague Biennale 2009. Seit 2006 lebt er in Deutschland. Außerdem ist er in folgenden öffentlichen Sammlungen vertreten: Museum der Moderne Salzburg,
Oberhessisches Museum Gießen, Allianz Hamburg, Deutsche Bank, Credit Suisse

## Werk
Dalip Kryeziu ist ein zeitgenössischer, bildender Künstler. In seinem malerischen Werk beschäftigt er sich einerseits mit der Transformierung des menschlichen Kopfes, bis hin zu kaum mehr lesbaren abstrahierten Formen. Andererseits verarbeitet er seine beinahe täglich erarbeiteten Skizzenblätter zu additiven Werken, die er nach deren Applikation auf Leinwänden überarbeitet. Neben seinem malerischen und graphischen Werk arbeitet Dalip auch plastisch. Es entstanden bisher zahlreiche Bronzen, welche sich mit der menschlichen Figur und insbesondere dem menschlichen Antlitz beschäftigen.